# Супряк
Супряк — упразднённый посёлок разъезда в городском округе Магнитогорска Челябинской области России. В 2004 году включён в состав города и исключён из учётных данных.

## География
Находится в 13 км к северу от центра города Магнитогорска, на левом берегу реки Малый Кизил, у одноимённой железнодорожной станции Южно-Уральской железной дороги.

## История
Возник в 1962 году в связи со строительством железнодорожного разъезда на линии Карталы-I — Белорецк (Куйбышевской ж.д.).

## Население
| 1970 | 1977  | 1983 | 1995 | 2002 |
| ---- | ----- | ---- | ---- | ---- |
| 482  | ↗1109 | ↘400 | ↘247 | ↗254 |